# Ngũ hợi tấn hỷ
Ngũ hợi tấn hỷ là một bộ phim truyền hình được thực hiện bởi Điền Quân Media & Entertainment do Dũng Nghệ làm đạo diễn. Phim phát sóng vào lúc 20h35 từ thứ 4, 6 hàng tuần bắt đầu từ ngày 30 tháng 1 năm 2019 và kết thúc vào ngày 5 tháng 4 năm 2019 trên kênh HTV7.

## Nội dung
Ngũ hợi tấn hỷ xoay quanh câu chuyện về gia đình ông Minh Dương (Thanh Nam). Ông Minh Dương là chủ một nhà thùng nước mắm truyền thống tại Phú Quốc.
Đứng trước cơn bão nước mắm công nghiệp đang ngày một bành trướng, ông Minh Dương vẫn kiên trì quy trình truyền thống, sản xuất nước mắm tự nhiên, với phương châm "từ biển lên bàn". Tuy vậy, hai con gái của ông Minh Dương là Xuân Mai và Xuân Lan lại không muốn kế nghiệp ông. Thế là ông Minh Dương lại trăn trở tìm con rể để nối nghiệp.
Đúng lúc này, từng người trong nhóm Ngũ hợi xuất hiện, gây cho gia đình ông Minh Dương và nhà thùng nước mắm của ông nhiều tình huống dở khóc, dở cười.

## Diễn viên
- Thanh Nam trong vai Ông Minh Dương[4]
- Đàm Phương Linh trong vai Xuân Mai[5]
- Lương Thế Thành trong vai Phi Long[5]
- Dương Cẩm Lynh trong vai Xuân Lan[6]
- Dương Hoàng Anh trong vai Hoàng Hải
- Hồng Thanh trong vai Tuấn
- An Vy trong vai Ngọc Mỹ
- Tuyền Mập trong vai Cô Ba Minh Phụng
- Lê Nam trong vai Anh Sáu
- Vũ Ngọc Ánh trong vai Diễm Lệ
- Quốc Khánh trong vai Ba Hưng
- Thủy Cúc trong vai Bà Phi Yến
- Ngân Quỳnh trong vai Dì Phi Điệp

Cùng một số diễn viên khác...

## Ca khúc trong phim
Bài hát trong phim là ca khúc "Ngày tết" do Mr.Blue - Dương Đạt sáng tác và Duy Khang - KillerD thể hiện.

## Giải thưởng
| Năm  | Giải thưởng    | Hạng mục                                     | (Người) đề cử   | Kết quả   | Tham khảo          |
| ---- | -------------- | -------------------------------------------- | --------------- | --------- | ------------------ |
| 2019 | Giải Cánh diều | Phim truyện truyền hình                      | —               | Bằng khen | [ 7 ]              |
| 2019 | Ngôi Sao Xanh  | Phim truyền hình xuất sắc nhất               | —               | Đoạt giải | [ 8 ] [ 9 ] [ 10 ] |
| 2019 | Ngôi Sao Xanh  | Đạo diễn phim truyền hình xuất sắc nhất      | Dũng Nghệ       | Đoạt giải | [ 8 ] [ 9 ] [ 10 ] |
| 2019 | Ngôi Sao Xanh  | Nam diễn viên truyền hình xuất sắc           | Lương Thế Thành | Đoạt giải | [ 8 ] [ 9 ] [ 10 ] |
| 2019 | Ngôi Sao Xanh  | Nữ diễn viên truyền hình được yêu thích nhất | Đàm Phương Linh | Đoạt giải | [ 8 ] [ 9 ] [ 10 ] |
| 2019 | Ngôi Sao Xanh  | Nữ diễn viên truyền hình xuất sắc nhất       | Dương Cẩm Lynh  | Đề cử     | [ 11 ]             |